# Geert-Jan Derikx
Geert-Jan Derikx, född den 31 oktober 1980 i 's-Hertogenbosch, Nederländerna, är en nederländsk landhockeyspelare.
Han tog OS-silver i herrarnas landhockeyturnering i samband med de olympiska landhockeytävlingarna 2004 i Aten.